# Йохан III фон Ортенбург
Йохан III фон Ортенбург-Нойортенбург (на немски: Johann III von Ortenburg-Neuortenburg) е граф на Ортенбург-Нойортенбург.

## Биография
Роден е през 1529 година. Той е най-големият син на граф Александер фон Ортенбург († 1548) и съпругата му Регина Бианка фон Волкенщайн († 1539), дъщеря на фрайхер Михаел фон Волкенщайн († 1523) и Барбара фон Тун († 1509). Брат е на граф Улрих III фон Ортенбург (* 1532; † 1586) и Хайнрих VII (IX) фон Ортенбург (* 1531; † 1531)..
Йохан III фон Ортенбург умира на 22 февруари 1568 г. на 39-годишна възраст. Погребан е в катедралата на Пасау.

## Фамилия
Йохан III фон Ортенбург се жени 1553 г. за фрайин Еуфемия фон Шпаур, дъщеря на хауптман фрайхер Улрих фон Шпаур-Флафон (* 1495; † 17 април 1549 в Триент) и Катарина фон Мадрутц ди Мадруцо, ди Кватри Викариати († 16 ноември 1551/1575). Еуфемия е сестра на епископите на Бриксен Йохан Томас фон Шпаур († 1591) и на Кристоф Андреас фон Шпаур († 1613). Те имат децата:
- Катарина Регина Бианка (* 6 юли 1554; † 4 януари 1607, Клаузен)
- Хайнрих VII/VIII/X (* 6 ноември 1556; † 30 юли 1603), граф на Ортенбург-Нойортенбург (1600 – 1603), женен I. на 21 февруари 1585 г. в Амберг за Анна Якобеа Фугер фон Кирхберг-Вайсенхорн (* 27 февруари 1547; † 28 февруари 1587), II. на 21 февруари 1585 г. за Йоханета фрайин цу Винеберг/Жанета фон Виненбург-Байлщайн (* 17 септември 1565; † 2 април 1625)
- Сидония (* 2 октомври 1557; † 27 септември 1589), омъжена 1588 г. за фрайхер Херкулес фон Тун-Кастел Тун (* ок. 1568/1561; † 20 декември 1615)
- Катарина (* 1 август 1562, Клаузен; † 22 януари 1635)